# Hugo Fernández
Hugo Fernández (født 2. februar 1945, død 1. august 2022) var en uruguayansk fodboldspiller og træner.